# جائحة فيروس كورونا في أروبا 2020
تم تسجيل أول حالة إصابة بجائحة فيروس كورونا 2019–20 في أروبا يوم 13 مارس 2020.

## الجدول الزمني
في 13 مارس 2020، أعلنت رئيسة الوزراء إيفلين فيفر كروش عن تسجيل أول حالتي إصابة بفيروس كورونا المستجد على الجزيرة.
بادرت البلاد على أثر هذا الإعلان إلى حظر جميع الأفراد الوافدين من أوروبا إلى أراضيها عبر المطارات والموانئ بدءًا من يوم 15 مارس حتى 31 مارس - ويستثنى من ذلك أولئك ممن يحملون الجنسية الأروبية. كما أعلنت السلطات عن تعليق فصول المدارس العامة والخاصة لمدة الأسبوع بدءًا من يوم 16 مارس، بالإضافة إلى منع مجمل التجمعات العامة الكبيرة.
في 15 مارس، أعلنت رئيسة وزراء أروبا إيفلين فيفر كروش في حوالي الساعة الثامنة مساءً بتوقيت المحيط الأطلسي الموحد عن وقف جميع الرحلات الدولية القادمة إلى البلاد في منتصف ليل يوم 16 مارس عام 2020 وحتى يوم 31 مارس. هذا وسيتم استثناء سكان أروبا من هذا الوقف التام للرحلات. كما سيجري العمل على وضع إرشادات خاصة بالسفر للسكان، حيث ستحث هذه الإرشادات على الامتناع عن السفر للخارج في هذا الوقت. وحتى هذا التاريخ كان لدى أروبا حالتي إصابة مؤكدتين بفيروس كورونا المستجد. الجدير بالذكر أن هذا الإيقاف لا ينطبق على سفر الأجانب المتواجدين حاليًا في أروبا حيث سيكون بإمكانهم العودة إلى بلدانهم.
في 16 و 17 مارس، تم الإعلان عن ثالث حالة إصابة بكوفيد-19 في البلاد، وهذه الحالة لطبيبة كانت قد سافرت مؤخرًا إلى نيويورك لقضاء الإجازة. لم تظهر على المريضة أي أعراض تذكر، ولكن أظهرت النتائج حين تم اختبارها إصابتها بالفيروس.
17 مارس، أعلنت رئيسة وزراء أروبا إيفلين فيفر كروش عن رابع حالة إصابة بفيروس كورونا المستجد في أروبا. كان الشخص الذي ثبتت إصابته بالفيروس سائحًا.
19 مارس، أعلن عن فرض حظر للتجول في البلاد اعتبارًا من يوم 21 مارس 2020 خلال الفترة من الساعة 9 مساءً حتى الساعة 6 صباحًا من كل يوم. وسيتم المعاقبة على مخالفة الحظر بغرامة مالية تصل إلى 10 آلاف فلورن أروبي.